# 林邑
林邑（りんゆう、Lín-yì, Lâm Ấp）は、ベトナム（越南）のクアンナム省（広南省）及びその周辺に、扶南と同時代、2世紀末～7世紀初めまで（または8世紀なかばまで）存在した国家・王朝である。ジョルジュ・セデス（George Coedes）は、林邑をオーストロネシア系（チャム語話者）の国家だったと考証する。7世紀の林邑の文字を『隋書』（636年頃）「劉方伝」は崑崙書と記載し、8世紀の林邑の国号を『続日本紀』（797年）は崑崙国と記載する。『通典』（801年）「辺防四」に、「その（扶南）の国王は古龍を姓とす。諸国の古龍を姓とするもの多し。耆老にたづぬるにいはく、崑崙無姓氏（崑崙は姓氏にあらず／崑崙に姓氏なし）と。すなはち崑崙の訛りなり」という。『通典』の記述通り、扶南のほか、林邑でもクロンの王号を用いたと考えられ、『チャム語語彙集』（2014年）によれば、チャム語の王号もまたクロン/Po Klaongである。

## 建国
クアンナム省ドンイエン集落ドンイエンチャウ地区出土のドンイエンチャウ（東安洲/Đông Yên Châu）碑文（古チャム語碑文）をセデス「La plus ancienne inscription en langue Cham」（1939年）が3世紀ごろの碑刻と考証したこと、中国の漢文史料『水経注』（515年頃）が引用する「林邑記」などに林邑が後漢の献帝の初平年間（190年-193年ごろ）に後漢日南郡の功曹（官職名）の子の区連によって建国されたと記録されていることから、こんにち、林邑の建国年代は、2世紀末～3世紀初めと考えられている。『後漢書』（445年頃）に、初平年間より50年早い、後漢順帝の永和年間（136年-141年）の日南郡酋長の区憐による反乱の記録があり、越南の正史『大南正編列伝初集』（1889年）「占城伝」はその建国を永和二年（137年）と記す。

## 語源
林邑・扶南は異表記で臨邑・跋南とも書かれる（Rolf A. Stein, Le Lin-yi, 1947, pp.218-219, 義浄『南海寄帰内法伝』（695年頃）巻1は、臨邑と占波が同一であること、跋南と扶南が同一であることを記す）ため、意訳ではなく音訳であると考えられる。セデスは扶南の語源についてモン・クメール語で山を意味する Bunum/Phnoｍ 由来であるとする。松本信広「チャムの椰子族と「椰子の実」説話」（1942年）は、林邑・扶南などの国名がオーストロアジア系・オーストロネシア系の諸民族における植物トーテム由来であることを示唆する。林邑期の次の王朝である占城期のサンスクリット碑文及びチャム語碑文（C.90, A面及びB面）に、ふたつの植物トーテム・クラン、椰子王家と檳榔子王家の並立が記録されている。椰子と檳榔子はサンスクリット碑文（A面）ではNarikelaとKramukaであり、チャム語碑文（B面）もまた檳榔子/Kramukaをチャム語でPinangと訳す（椰子/Narikelaに対応する訳語は見えない）。『チャム語語彙集』（2014年）によれば、チャム語で椰子をLa-u/Li-uといい、檳榔子をPanang/Punang（現代マレー語形はPinang[彼南]）ということから、Li-u=林邑, Pu-nang=扶南という植物トーテムに比定できる。

## 林邑碑文は実在したか
中国の正史など漢文史料は林邑文字を胡字、夷字または崑崙書と呼び、605年以前の林邑においてすでにインド系文字（おそらくはインド東海岸カリンガ（Kalinga）地方のパッラヴァ・グランタ文字）が使用されていたことは確実である。チャム語は今もインドをクリン/Kling>Kalingaと呼ぶ。しかし、シャカ紀元による紀年が明記された碑文には林邑期（605年以前）のものはない。林邑碑文とされ、また最古のチャム語碑文とされるドンイエンチャウ（東安洲）碑文は、その次に古いチャム語碑文（7世紀なかば）より400年も早いことになるが、セデスが何を根拠にそれを3世紀ごろの碑刻と考証したかは不明である。一方、インドシナ最古のパッラヴァ・グランタ文字によるサンスクリット碑文であり、シュリーマーラ/Sri Maraという王に言及するカインホア省（慶和省）出土のヴォーカイン（武競/Võ Cạnh）碑文は、当該地域における漢帝国や林邑による支配の痕跡がなく、ルイ・フィノー（Louis Finot）によって扶南の属国のものであることが示唆され、その後セデスにより著書『The Indianized states of Southeast Asia』（原著は仏語、英訳は1975年, p.40）において扶南碑文とされた。

## 滅亡
『隋書』（636年頃）「劉方伝」によれば、隋の文帝の仁寿年間（601年-604年）から大業元年（605年）にかけて、北ベトナムの李賁（万春国王）、南ベトナムの范梵志（林邑国王）は相次いで文帝が派遣した劉方によって殺害・放逐された。605年の「林邑」滅亡以降、唐末に唐が「占城」の国号を採用するまでの300年間の事情はよくわからない。隋軍の撤退後に再興された林邑は、漢文史料上は宗主国である中国（隋・唐）に臣属する朝貢国として、ひきつづき以前の漢語国号である林邑を名乗った。一方、7世紀なかば以降の碑文上ではサンスクリット国号をチャンパ城（チャンパープラ）と称する王朝・国家であった。義浄『南海寄帰内法伝』（695年頃）は林邑とチャンパが同一国であると記し、日本でも僧侶たちは林邑の別名が北天竺にある都市名・国名と同一のチャンパであることを述べている。林邑＝チャンパである場合、605年以降のその領域はチャンパ碑文が出土する①南ベトナムの北半分＝林邑の旧領、②北ベトナムの南端＝万春と林邑のあいだの無主地（今の横山/Đèo Ngang 以南）、③南ベトナムの南半分の一部＝パーンドゥランガ地方（唐側の記述では奔陀浪、今の頭屯/Vũng Tàu 以北）だったと考えられる。唐代の各史料に記載される林邑のさまざまな異称ー林邑（唐初～850年ごろ）、環王（850年ごろ～唐末）、占城（唐末）、崑崙（林邑と並行して唐に朝貢）は、王朝の交替であったのか、首都あるいは中心地の上述の①②③の間での移動であったのか、不明である。605年以前のいわゆる林邑碑文には、チャム語またはサンスクリット国号の記載はない。605年以降のチャンパ碑文には、チャンパ城（Campapura, Campanagara, Nagar Cam）あるいはチャンパ王（Campadiraja, Campesvara）などの国号・王号のみが現れ、ほかの国号は見えず、漢語国号の変遷（林邑→環王→占城）を反映しない。

## 日本との関係
『日本書紀』（720年）、『続日本紀』（797年）、『日本後紀』（840年）などに崑崙国（くろんこく）との交流に関する記載が複数あり（崑崙使の筑紫国到着と百済使との争闘、百済を経由した伎楽の崑崙面の輸入、遣唐使の判官・平群広成（へぐりの・ひろなり）が乗る遣唐船の崑崙国漂着と崑崙王への謁見、綿花の種を載せた崑崙船の三河国漂着）などの記事がある。また、東大寺史料中の大和国大安寺碑写しなどに林邑僧仏哲の来日と林邑楽・悉曇章の教授に関する記事がある。上述の事情により、東大寺や大安寺の史料では、林邑、北天竺、瞻波（占波、占婆）など、仏哲の出身国について記述の揺れがある。平群広成の崑崙国漂着記事のみ、当時の唐の宰相であった張九齢起草の「勅日本国王書」（735年頃）に広成の漂着場所が林邑と明記され、崑崙国＝林邑国であったことが確実である。高岳親王（865年頃薨去）が天竺に向かう途中で亡くなったと伝えられる羅越国も広義の崑崙国であるが、これはもちろん林邑ではない。